# Francis Beaufort
Francis Beaufort (7 de mayo de 1774 - Inglaterra 17 de diciembre de 1857) fue un hidrógrafo irlandés. Fue el creador de la Escala Beaufort para medir la intensidad del viento.
Desde adolescente se inició en las tareas en un barco, y fue ascendiendo en su carrera naval. Viajó por muchas zonas del mundo, haciendo relevamientos y mapas. Siguió en actividad hasta avanzada edad cuando la mayoría de sus coetáneos ya se habrían retirado.
Fallece el 17 de diciembre de 1857 a los 83 años, en Hove, Sussex, Inglaterra. Y será sepultado en los jardines de la Iglesia de San Juan en Hackney, Londres.

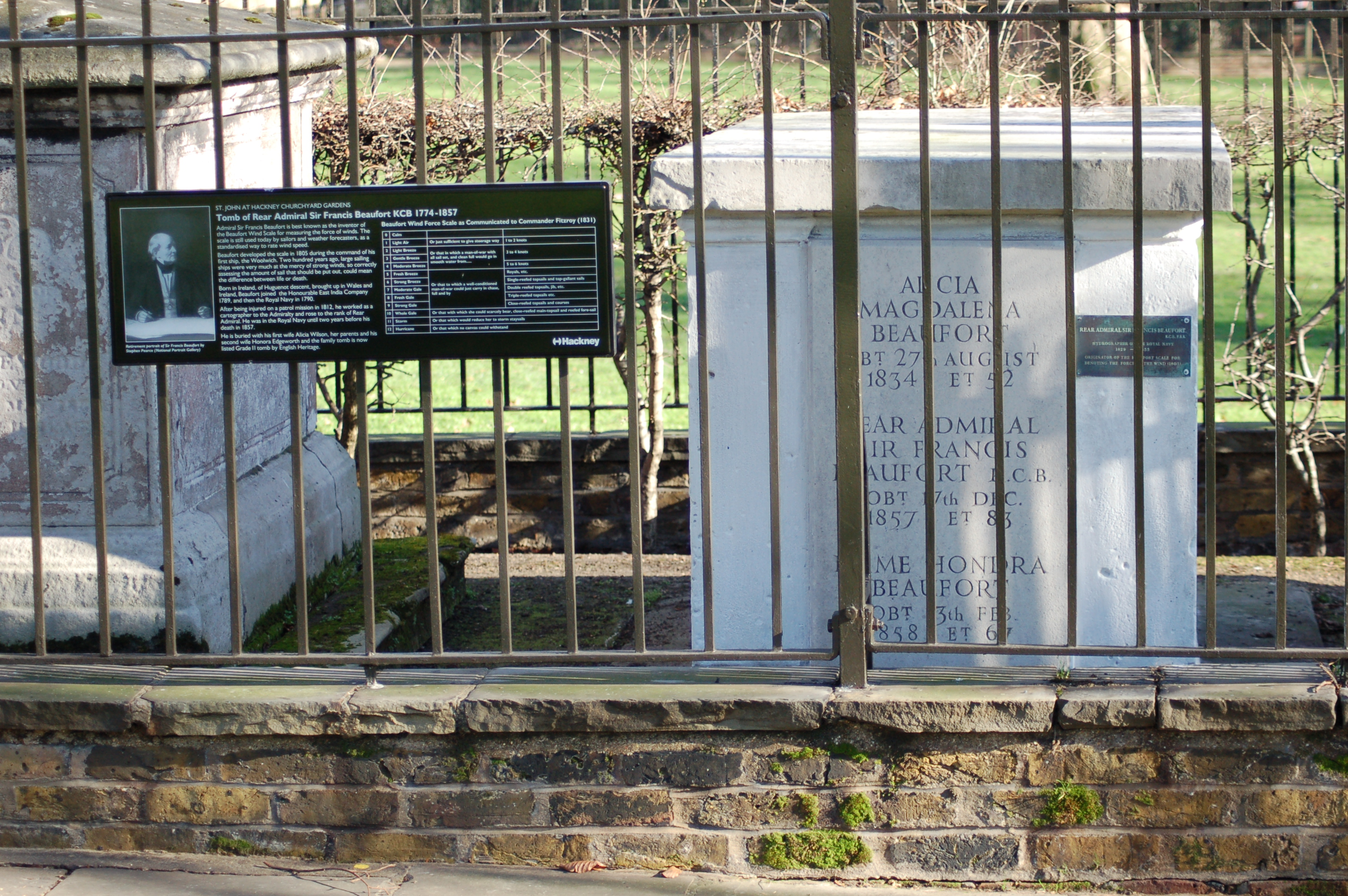
Tumba de Beaufort, Jardines Iglesia San Juan, Londres.

## Algunas publicaciones
- Karamania, or a brief description of the south coast of Asia-Minor and of the remains of antiquity: with plans, views, &c.; collected during a survey of that coast, under the orders of the lords commissioners of the admiralty, in the years 1811 & 1812. Londres 1817. 2.ª ed 1818 en línea
- Memoir of a survey of coast of Karamania: made … in 1811 & 1812. Londres 1821

## Honores

### Eponimia
- Mar de Beaufort
- Isla Beaufort

## Literatura
- Nicholas Courtney. Gale Force Ten. The life and legacy of Admiral Beaufort, 1774-1857. Review Publ. Londres 2002, ISBN 0-7472-6485-6
- Alfred Friendly. Beaufort of the Admiralty. The Life of Sir Francis Beaufort 1774 – 1857. Random House, Nueva York 1977, ISBN 0-394-41760-7
- Scott Huler. Die Sprache des Windes. Wie ein Admiral aus dem 19. Jahrhundert Wissenschaft in Poesie verwandelte („Defining the wind“). mareverlag, Hamburgo 2009, ISBN 978-3-86648-114-5
- Alfred Webb. Beaufort, Sir Francis. En: A Compendium of Irish Biography, M. H. Gill & Son, Sackville-Street. Dublín 1878 (Wikisource, inglés)